# Tacural
Tacural é uma comuna da Argentina localizada no departamento de Castellanos, província de Santa Fé, Argentina.